# آنا بافلوفا (لاعبة جمباز)
آنا أناتولييفنا بافلوفا (الروسية: А́нна Анато́льевна Па́влова) هي لاعبة جمباز فني روسية أذربيجانية ولدت في يوم 6 سبتمبر 1987 في مدينة أوريخوفو-زويفو في روسيا. أبرز إنجازاتها هو فوزها بميداليتين برونزيتين في دورة الألعاب الأولمبية الصيفية 2004 في أثينا في مسابقة الفرق ومنصة القفز. كما فازت بميدالية برونزية واحدة في بطولات العالم وب6 ميداليات في بطولات أوروبا منها 4 ميداليات فضية و2 برونزية.